# Colyttus
Colyttus  (лат.) — род аранеоморфных пауков из подсемейства Euophryinae в семействе пауков-скакунов (Salticidae).

## Распространение
Азия.

## Классификация
2 вида.
- Colyttus bilineatus Thorell, 1891 (Суматра, Молуккские острова)
- Colyttus lehtineni Zabka, 1985 (Китай, Вьетнам)[2]